# Kate Ceberano
Catherine Ceberano, detta Kate (Melbourne, 17 novembre 1966), è una cantante e personaggio televisivo australiana.

## Biografia
Nata a Melbourne, è di origini filippine da parte del padre. Ha iniziato ad affacciarsi al mondo musicale intorno alla prima metà degli anni '80 come corista del gruppo rock Models.
Dal 1983 al 1987 ha fatto parte di una band funk-pop chiamata I'm Talking. L'unico album del gruppo è stato Bear Witness (1986).
La prima registrazione da solista della cantante è rappresentata dall'album dal vivo Kate Ceberano and her Septet, uscito nel 1987. L'anno seguente ha collaborato con la collega Wendy Matthews per il disco You've Always Got the Blues, colonna sonora della serie TV Stringer, che ha ottenuto un gran successo in Australia. Tra il 1989 ed il 1990 vince tre ARIA Awards.
Nel 1992 esce Jesus Christ Superstar ('92 Australian Cast), album con John Farnham con i brani del musical Jesus Christ Superstar, a cui la stessa Ceberano ha partecipato nel ruolo di Maria Maddalena.
Nel mondo televisivo propone negli anni '90 Kate Ceberano and Friends, un programma a cui fa riferimento anche un album dal vivo uscito nel 1994. Nel 1996 esce invece Blue Box, seguito da Pash (1998). Nel 1999 recita nel film Molokai: The Story of Father Damien diretto da Paul Cox.
Ritorna a pubblicare un album in studio nel 2003 con The Girl Can Help It. A New York registra 19 Days in New York, disco uscito nel 2004 composto da cover.
Nel 2005 è giudice nella versione australiana del talent show The X Factor.
Nel 2007 sempre in televisione vince la sesta edizione del programma Dancing with the Stars.
Nel 2009 pubblica un album collaborativo con Mark Isham. Nel 2010 appare in Neighbours, mentre dal 2011 fa parte del cast di Getaway.
Nel luglio 2013 esce Kensal Road, primo disco dopo dieci anni contenente materiale originale.
Sposata, un figlio, è membro di Scientology.

## Discografia

### Album in studio
- 1986 - Bear Witness (con gli I'm Talking)
- 1988 - You've Always Got the Blues (con Wendy Matthews)
- 1989 - Brave
- 1990 - Like Now (come Kate Ceberano & Her Sextet)
- 1991 - Think About It!
- 1992 - Jesus Christ Superstar Cast Album
- 1996 - Blue Box
- 1997 - Pash
- 2003 - The Girl Can Help It
- 2004 - 19 Days in New York
- 2007 - Nine Lime Avenue
- 2008 - So Much Beauty
- 2009 - Bittersweet (con Mark Isham)
- 2009 - Merry Christmas
- 2013 - Kensal Road
- 2015 - Lullaby (con Nigel MacLean)
- 2019 - Tryst (con Paul Grabowsky)
- 2020 - The Dangerous Age (con Steve Kilbey e Sean Sennett)

### Raccolte
- 1999 - True Romantic: The Best of Kate Ceberano
- 2004 - The Definitive Collection
- 2016 - Anthology

### Live
- 1987 - Kate Ceberano and Her Septet (come Kate Ceberano & Her Septet)
- 1994 - Kate Ceberano and Friends
- 2006 - Kate Ceberano Live with the WASO